# Aalto-Hochhaus

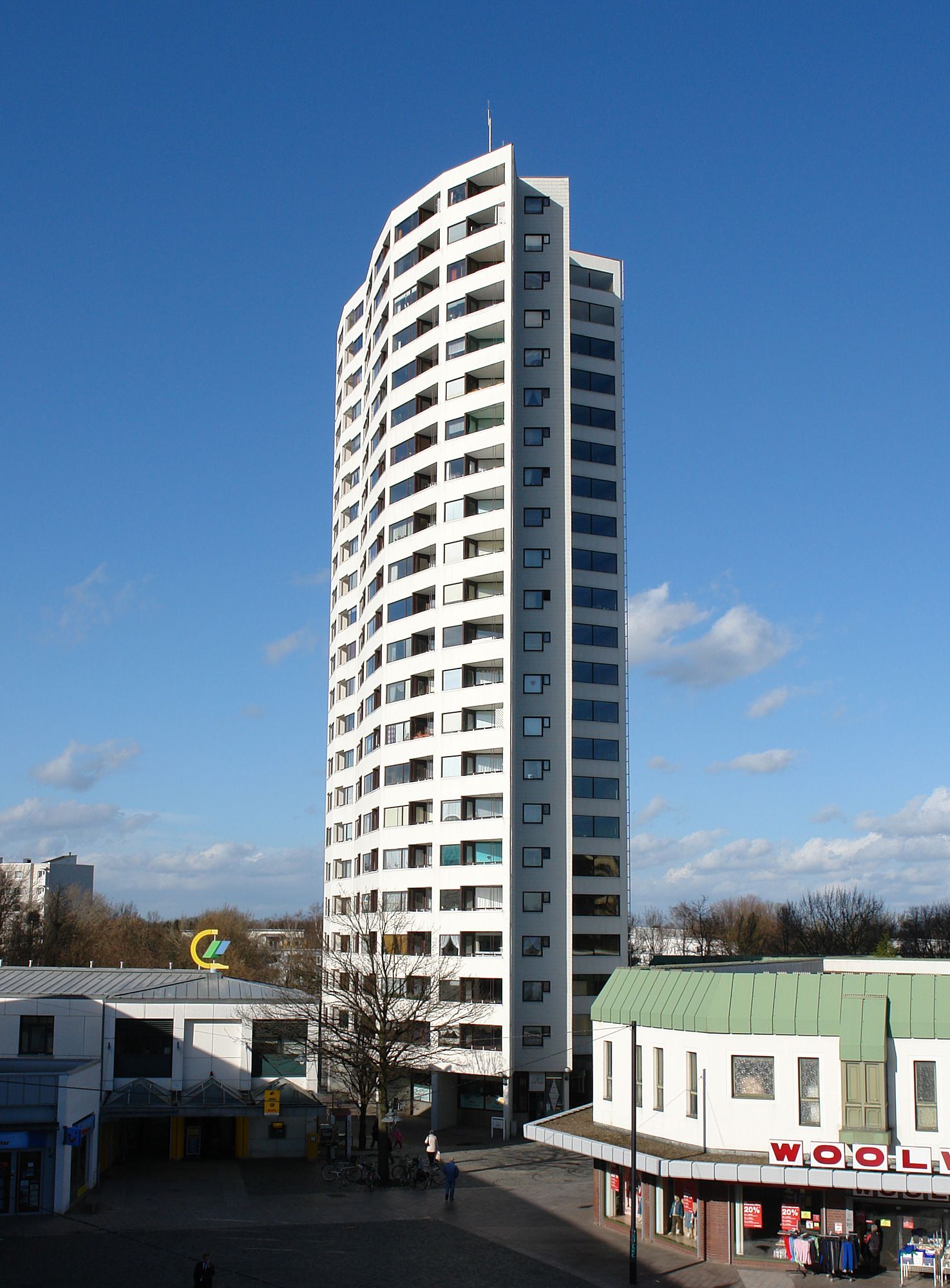
Blick vom Einkaufszentrum

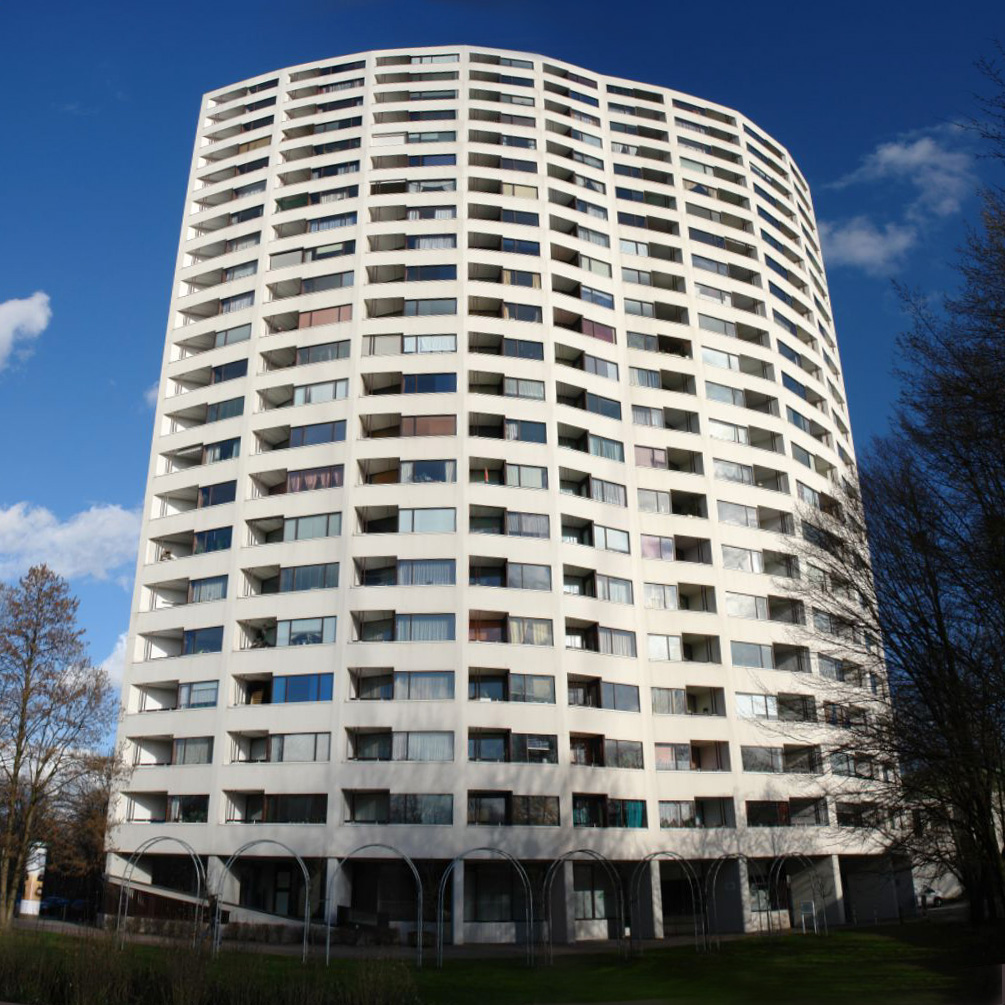
Westseite

Das vom finnischen Architekten Alvar Aalto entworfene, 65 Meter hohe Wohnhochhaus im Bremer Stadtteil Vahr wurde von 1959 bis 1961 errichtet. Bauherr war die Neue Heimat (heute GEWOBA). Das Hochhaus ist das Wahrzeichen des Stadtteils. 
Das Gebäude steht seit 1995 unter Bremischem Denkmalschutz.

## Aaltos Ziele
Die Ziele, die sich in Aaltos Entwurf und dessen Umsetzung widerspiegeln, lassen sich mit folgenden Worten beschreiben: Individualität des Hauses und der Wohnungen (alle Wohnungen je Etage besitzen einen eigenen Grundriss), Ausrichtung des Hauses zur Feierabendsonne, Kommunikation zwischen den Bewohnern und gemeinschaftliche Aktivitäten (großzügige Etagenflure, Gemeinschaftsräume im Erdgeschoss), gleichzeitig Rückzug in die Privatsphäre (niemand kann den Nachbarn in seiner Wohnung sehen). Vandalismus sowie der typische soziale Abstieg im Laufe der Zeit konnten somit verhindert werden.

## Geschichte
In den 1940er und 1950er Jahren galt Design aus Skandinavien als vorbildlich. Ermutigt durch die Bauausstellung Interbau 1957 in Berlin, plante im Mai 1958 die Neue Heimat als Zentrum der Neuen Vahr ein Einkaufszentrum (Berliner Freiheit) mit Behördenhochhaus und beauftragte nach Änderungen der Planung im Juni 1958 den finnischen Architekten Alvar Aalto, ein Wohnhochhaus zu entwerfen.
Im Oktober 1958 präsentierte Aalto seinen Entwurf. Die Bauarbeiten begannen mit der Grundsteinlegung vom September 1959 und endeten Ende 1961. 1962 waren die letzten Arbeiten beendet. Die Wohnungen wurden bis 1963 bezogen.
Das Werk wurde mit dem BDA-Preis Bremen 1974 ausgezeichnet: „Das Haus .... zeichnet sich durch seine sehr gute städtebauliche Situierung und durch die eigenwillige, aber meisterhafte Ausformung des Baukörpers aus. Das Aalto-Hochhaus gilt als eine unverwechselbare, einprägsame Landmarke“.
Bis in die 1970er Jahre war das Aalto-Hochhaus das höchste Wohnhochhaus in Deutschland. 
1995 wurde das Haus saniert. 

## Das Gebäude
Das Fundament hat eine Grundfläche von 650 m². Die Gesamtwohnfläche des Gebäudes beträgt 7860 m².
Die unteren vier Etagen sind in Stahlbetonkonstruktion errichtet worden. Die tragenden Wände der darüber liegenden Etagen wurden in sogenannter Feidner-Bauweise errichtet. Die nicht tragenden Zwischenwände wurden aus einem Gemisch aus Ziegelsplitt und Gips geworfen.
Das Gebäude besteht aus 189 Wohnungen (Ein- und Zweizimmerwohnungen), die fächerförmig auf 21 Geschosse verteilt sind. Die Größe der Wohnungen liegt zwischen 34,4 und 59,5 m².
Die Vorderseite des Gebäudes ist die Westseite. Sieben der neun Wohnungen pro Etage haben nur auf der Westseite Fenster. Da die Wohnungen eine West-Ost-Ausrichtung haben sollten, entstand die Problematik einer eingeschränkten Beleuchtung bis in den rückwärtigen Teil jeder Wohnung. Dies löste Aalto durch trichterförmige Grundrisse der Wohnungen, wodurch an der breiteren Westseite viel Licht hereingelassen wird. Die individuellen trichterförmigen Grundrisse der Wohnungen hatten eine Auffächerung des Gebäudegrundrisses und verschiedene Fenstergrößen der einzelnen Wohnungen zur Folge. Mit Ausnahme der schmalen Fenster neben den Loggien kann kein Fenster geöffnet werden. Um die Fenster von außen zu reinigen, wurde auf dem Dach eine Schienenanlage gebaut. Mittels eines darauf fahrbaren Auslegers wird eine Gondel mit Gebäudereinigern herabgelassen.
Die Westfassade hat eine Verkleidung aus hellem, glattem Kunststein und eine leicht wellige Form. Alle Wohnzimmer haben eine Aussicht nach Westen und somit in Richtung Bremer Innenstadt und Weserstadion. Jede Wohnung hat eine kleine Loggia. Eine Teakholzleiste unterteilt jede Loggiaöffnung.
Die Ostfassade besteht aus einer mittelgrauen Eternit-Verkleidung sowie vorgehängten Metallstäben in Gitterform. Je Etage haben nur die zwei äußeren, größeren Wohnungen auch eine Aussicht nach Osten. Hier liegen Bad, Küche und Schlafzimmer. Die Ostseite des Gebäudes wird durch großzügige Panoramafenster der Etagenflure und durch die für Aalto typischen Wirtschaftsbalkone (mit Teppichklopfstange) geprägt.
Problematisch waren die Wirtschaftsbalkone, da sich regelmäßig Menschen Zutritt zum Hochhaus verschafften, um mit dem Sprung aus der 21. Etage Suizid zu begehen.
Hinweis: In Luzern beim Shopping-Center Schönbühl steht ein ähnliches 16-geschossiges Hochhaus mit einem fächerförmigen Grundriss von Alvar Aalto von um 1966/68.